# Anne Foerst
Anne Foerst (* 1966 in Wuppertal) ist eine Theologin und Computerwissenschaftlerin. Sie arbeitet seit 2001 als Professorin für Computer Sciences an der St. Bonaventure University in St. Bonaventure, NY. Sie ist bekannt für ihre Arbeit im Dialog zwischen Theologie und Naturwissenschaften und insbesondere ihrer Arbeit mit humanoiden Robterprojekten am Massachusetts Institute of Technology (M.I.T.).

## Ausbildung
Nach dem Abitur 1985 in Wuppertal studierte Foerst Evangelische Theologie an den Universitäten in Wuppertal und Bonn (B.A. und M.A.) sowie Computerwissenschaften (mit Abschluss B.Sc.) und Philosophie (B.A.) an der Universität Bonn. Sie wurde 1996 in Bochum zum Dr. theol. promoviert. Als Post-Doc absolvierte sie einen Studienaufenthalt am Massachusetts Institute of Technology (Harvard Divinity School) bei Joseph Weizenbaum, Zentrum für künstliche Intelligenz. Dort leitete sie das Forschungsprojekt „God and Computers“.
Studienbegleitend war sie zudem 1992–1994 in das Kommunikationskonzept „misch Dich ein“ des Evangelischen Stadtkirchenverbands Köln involviert.

## Universität
Seit 2003 ist sie an die Bonaventure University, Bonaventure NY, berufen, zunächst als Visiting Professor, inzwischen auf dem Lehrstuhl für Theologie und Computerwissenschaften. Sie nimmt regelmäßig Gastvorträge in den USA und auch in Deutschland wahr.

## Forschungsgebiete
Die zentralen Forschungsfelder von Anne Foerst sind die Schnittmengen zwischen Theologie und Computerwissenschaften, unter ethischen Aspekten. Zudem beschäftigt sie sich mit den theologischen und ethischen Fragen der künstlichen Intelligenz.

## Wichtige Veröffentlichungen
- Von Robotern, Mensch und Gott. Vandenhoeck & Ruprecht, Göttingen 2008, ISBN 978-3-5255-6965-8. (englisch: God in the Machine, EP Dutton 2004, ISBN 978-0-52594-766-0)
- Cybersecurity and Hacking Ethics. Kendal & Hunt, Dubuque IO 2022, ISBN 979-8-765-72791-1.